# Sepultariella semi-immersa
Sepultariella semi-immersa är en svampart som först beskrevs av Petter Adolf Karsten, och fick sitt nu gällande namn av Kutorga 2000. Sepultariella semi-immersa ingår i släktet Sepultariella och familjen Pyronemataceae.   Inga underarter finns listade i Catalogue of Life.